# I liga chilijska w piłce nożnej (1999)
I liga chilijska w piłce nożnej (1999)
Mistrzem Chile został klub Club Universidad de Chile, natomiast wicemistrzem Chile  - CD Universidad Católica.
Do Copa Libertadores w roku 2000 zakwalifikowały się następujące kluby:
- Club Universidad de Chile - mistrz Chile
- CD Universidad Católica - wicemistrz Chile
- Cobreloa - trzecie miejsce w lidze

Do Copa Mercosur w roku 1999 zakwalifikowały się następujące kluby:
- CD Universidad Católica
- Club Universidad de Chile
- CSD Colo-Colo

Do II ligi spadły 4 kluby:
- CD Cobresal - przegrany baraż
- Deportes Iquique - przegrany baraż
- CSD Rangers - przedostatni w tabeli końcowej
- Deportes La Serena - ostatni w tabeli końcowej

Do I ligi awansowały 4 kluby:
- Unión Española - mistrz drugiej ligi
- Santiago Wanderers - wicemistrz drugiej ligi
- Everton Viña del Mar - wygrany baraż
- Provincial Osorno - wygrany baraż

## Primera División de Chile 1999

### Kolejka 1
| Data           | Mecz                                       |
| -------------- | ------------------------------------------ |
| 27 lutego 1999 | Deportes Iquique - CSD Colo-Colo 1:1       |
| 27 lutego 1999 | Audax Italiano - CD Huachipato 0:1         |
| 27 lutego 1999 | La Serena - Puerto Montt 2:2               |
| 27 lutego 1999 | Concepción - CD Palestino 2:0              |
| 28 lutego 1999 | CD Universidad Católica - CD O’Higgins 2:1 |
| 28 lutego 1999 | Club Universidad de Chile - Cobreloa 2:1   |
| 28 lutego 1999 | CD Cobresal - Coquimbo Unido 4:0           |
| 28 lutego 1999 | CSD Rangers - Santiago Morning 0:1         |

### Kolejka 2
| Data         | Mecz                                          |
| ------------ | --------------------------------------------- |
| 6 marca 1999 | Cobreloa - CD Cobresal 3:1                    |
| 6 marca 1999 | Coquimbo Unido - Concepción 1:0               |
| 6 marca 1999 | Puerto Montt - Deportes Iquique 3:0           |
| 6 marca 1999 | Santiago Morning - Audax Italiano 1:0         |
| 6 marca 1999 | CD Palestino - CD O’Higgins 4:2               |
| 7 marca 1999 | CSD Rangers - CD Universidad Católica 1:6     |
| 7 marca 1999 | CSD Colo-Colo - Club Universidad de Chile 5:2 |
| 7 marca 1999 | CD Huachipato - La Serena 2:2                 |

### Kolejka 3
| Data          | Mecz                                         |
| ------------- | -------------------------------------------- |
| 13 marca 1999 | CD Cobresal - CSD Colo-Colo 2:2              |
| 13 marca 1999 | Club Universidad de Chile - Puerto Montt 3:0 |
| 13 marca 1999 | La Serena - Santiago Morning 2:3             |
| 13 marca 1999 | CD O’Higgins - Coquimbo Unido 3:1            |
| 13 marca 1999 | Deportes Iquique - CD Huachipato 1:3         |
| 14 marca 1999 | CD Universidad Católica - CD Palestino 1:2   |
| 14 marca 1999 | Concepción - Cobreloa 1:1                    |
| 14 marca 1999 | Audax Italiano - CSD Rangers 2:2             |

### Kolejka 4
| Data          | Mecz                                          |
| ------------- | --------------------------------------------- |
| 20 marca 1999 | CSD Colo-Colo - Concepción 1:0                |
| 20 marca 1999 | CD Huachipato - Club Universidad de Chile 1:1 |
| 20 marca 1999 | Puerto Montt - CD Cobresal 0:1                |
| 21 marca 1999 | Audax Italiano - CD Universidad Católica 1:1  |
| 21 marca 1999 | CSD Rangers - La Serena 1:1                   |
| 21 marca 1999 | Santiago Morning - Deportes Iquique 0:0       |
| 21 marca 1999 | Cobreloa - CD O’Higgins 6:0                   |
| 21 marca 1999 | Coquimbo Unido - CD Palestino 1:5             |

### Kolejka 5
| Data          | Mecz                                             |
| ------------- | ------------------------------------------------ |
| 27 marca 1999 | CD Universidad Católica - Coquimbo Unido 1:1     |
| 27 marca 1999 | CD Palestino - Cobreloa 1:1                      |
| 27 marca 1999 | La Serena - Audax Italiano 1:0                   |
| 28 marca 1999 | Deportes Iquique - CSD Rangers 3:1               |
| 28 marca 1999 | Club Universidad de Chile - Santiago Morning 2:1 |
| 28 marca 1999 | CD O’Higgins - CSD Colo-Colo 1:2                 |
| 28 marca 1999 | Concepción - Puerto Montt 1:1                    |
| 28 marca 1999 | CD Cobresal - CD Huachipato 3:2                  |

### Kolejka 6
| Data            | Mecz                                        |
| --------------- | ------------------------------------------- |
| 3 kwietnia 1999 | La Serena - CD Universidad Católica 1:5     |
| 3 kwietnia 1999 | CSD Rangers - Club Universidad de Chile 1:1 |
| 4 kwietnia 1999 | CSD Colo-Colo - CD Palestino 1:0            |
| 4 kwietnia 1999 | Cobreloa - Coquimbo Unido 9:1               |
| 4 kwietnia 1999 | Santiago Morning - CD Cobresal 1:3          |
| 4 kwietnia 1999 | Audax Italiano - Deportes Iquique 0:0       |
| 4 kwietnia 1999 | Puerto Montt - CD O’Higgins 1:1             |
| 4 kwietnia 1999 | CD Huachipato - Concepción 1:3              |

### Kolejka 7
| Data             | Mecz                                           |
| ---------------- | ---------------------------------------------- |
| 10 kwietnia 1999 | CD Palestino - Puerto Montt 2:3                |
| 10 kwietnia 1999 | Coquimbo Unido - CSD Colo-Colo 1:3             |
| 10 kwietnia 1999 | CD O’Higgins - CD Huachipato 0:1               |
| 11 kwietnia 1999 | CD Universidad Católica - Cobreloa 1:2         |
| 11 kwietnia 1999 | Concepción - Santiago Morning 1:0              |
| 11 kwietnia 1999 | CD Cobresal - CSD Rangers 2:1                  |
| 11 kwietnia 1999 | Club Universidad de Chile - Audax Italiano 2:1 |
| 11 kwietnia 1999 | Deportes Iquique - La Serena 2:0               |

### Kolejka 8
| Data             | Mecz                                           |
| ---------------- | ---------------------------------------------- |
| 17 kwietnia 1999 | Deportes Iquique - CD Universidad Católica 2:0 |
| 17 kwietnia 1999 | La Serena - Club Universidad de Chile 0:2      |
| 17 kwietnia 1999 | Santiago Morning - CD O’Higgins 3:2            |
| 18 kwietnia 1999 | CSD Colo-Colo - Cobreloa 0:1                   |
| 18 kwietnia 1999 | Audax Italiano - CD Cobresal 1:0               |
| 18 kwietnia 1999 | CSD Rangers - Concepción 1:0                   |
| 18 kwietnia 1999 | Puerto Montt - Coquimbo Unido 2:4              |
| 18 kwietnia 1999 | CD Huachipato - CD Palestino 3:2               |

### Kolejka 9
| Data             | Mecz                                             |
| ---------------- | ------------------------------------------------ |
| 24 kwietnia 1999 | Santiago Morning - CD Palestino 1:2              |
| 24 kwietnia 1999 | Concepción - Audax Italiano 3:3                  |
| 24 kwietnia 1999 | CD O’Higgins - CSD Rangers 2:0                   |
| 25 kwietnia 1999 | CD Universidad Católica - CSD Colo-Colo 2:1      |
| 25 kwietnia 1999 | Club Universidad de Chile - Deportes Iquique 2:1 |
| 25 kwietnia 1999 | Cobreloa - Puerto Montt 2:2                      |
| 25 kwietnia 1999 | Coquimbo Unido - CD Huachipato 1:1               |
| 25 kwietnia 1999 | CD Cobresal - La Serena 3:1                      |

### Kolejka 10
| Data        | Mecz                                                    |
| ----------- | ------------------------------------------------------- |
| 1 maja 1999 | Puerto Montt - CSD Colo-Colo 2:0                        |
| 1 maja 1999 | Santiago Morning - Coquimbo Unido 5:0                   |
| 2 maja 1999 | Club Universidad de Chile - CD Universidad Católica 0:0 |
| 2 maja 1999 | Deportes Iquique - CD Cobresal 2:0                      |
| 2 maja 1999 | La Serena - Concepción 1:1                              |
| 2 maja 1999 | Audax Italiano - CD O’Higgins 0:2                       |
| 2 maja 1999 | CSD Rangers - CD Palestino 2:1                          |
| 2 maja 1999 | CD Huachipato - Cobreloa 1:3                            |

### Kolejka 11
| Data        | Mecz                                        |
| ----------- | ------------------------------------------- |
| 8 maja 1999 | CD Universidad Católica - Puerto Montt 3:0  |
| 8 maja 1999 | CD Cobresal - Club Universidad de Chile 3:3 |
| 8 maja 1999 | CD Palestino - Audax Italiano 0:1           |
| 9 maja 1999 | CSD Colo-Colo - CD Huachipato 3:2           |
| 9 maja 1999 | Cobreloa - Santiago Morning 4:0             |
| 9 maja 1999 | Concepción - Deportes Iquique 2:0           |
| 9 maja 1999 | Coquimbo Unido - CSD Rangers 4:0            |
| 9 maja 1999 | CD O’Higgins - La Serena 1:3                |

### Kolejka 12
| Data         | Mecz                                       |
| ------------ | ------------------------------------------ |
| 15 maja 1999 | CD Cobresal - CD Universidad Católica 3:3  |
| 15 maja 1999 | Deportes Iquique - CD O’Higgins 2:2        |
| 15 maja 1999 | Audax Italiano - Coquimbo Unido 4:2        |
| 16 maja 1999 | Club Universidad de Chile - Concepción 5:2 |
| 16 maja 1999 | La Serena - CD Palestino 4:4               |
| 16 maja 1999 | CSD Rangers - Cobreloa 3:3                 |
| 16 maja 1999 | Santiago Morning - CSD Colo-Colo 2:1       |
| 16 maja 1999 | CD Huachipato - Puerto Montt 1:1           |

### Kolejka 13
| Data         | Mecz                                         |
| ------------ | -------------------------------------------- |
| 16 maja 1999 | CD Universidad Católica - CD Huachipato 3:2  |
| 16 maja 1999 | CSD Colo-Colo - CSD Rangers 1:0              |
| 16 maja 1999 | CD O’Higgins - Club Universidad de Chile 0:3 |
| 16 maja 1999 | Cobreloa - Audax Italiano 1:0                |
| 16 maja 1999 | CD Palestino - Deportes Iquique 2:1          |
| 16 maja 1999 | Puerto Montt - Santiago Morning 2:0          |
| 16 maja 1999 | Concepción - CD Cobresal 2:0                 |
| 16 maja 1999 | Coquimbo Unido - La Serena 3:3               |

### Kolejka 14
| Data         | Mecz                                         |
| ------------ | -------------------------------------------- |
| 22 maja 1999 | Concepción - CD Universidad Católica 0:2     |
| 22 maja 1999 | La Serena - Cobreloa 0:0                     |
| 23 maja 1999 | Audax Italiano - CSD Colo-Colo 1:3           |
| 23 maja 1999 | Club Universidad de Chile - CD Palestino 2:0 |
| 23 maja 1999 | Santiago Morning - CD Huachipato 1:1         |
| 23 maja 1999 | CSD Rangers - Puerto Montt 1:3               |
| 23 maja 1999 | CD Cobresal - CD O’Higgins 4:0               |
| 23 maja 1999 | Deportes Iquique - Coquimbo Unido 3:3        |

### Kolejka 15
| Data           | Mecz                                           |
| -------------- | ---------------------------------------------- |
| 5 czerwca 1999 | CD Universidad Católica - Santiago Morning 0:0 |
| 5 czerwca 1999 | Coquimbo Unido - Club Universidad de Chile 0:2 |
| 5 czerwca 1999 | Cobreloa - Deportes Iquique 2:0                |
| 5 czerwca 1999 | Puerto Montt - Audax Italiano 0:2              |
| 5 czerwca 1999 | CD O’Higgins - Concepción 1:3                  |
| 5 czerwca 1999 | CD Huachipato - CSD Rangers 1:0                |
| 6 czerwca 1999 | CSD Colo-Colo - La Serena 2:2                  |
| 6 czerwca 1999 | CD Palestino - CD Cobresal 2:1                 |

### Kolejka 16
| Data           | Mecz                                       |
| -------------- | ------------------------------------------ |
| 6 czerwca 1999 | CSD Colo-Colo - Deportes Iquique 0:0       |
| 6 czerwca 1999 | Cobreloa - Club Universidad de Chile 0:1   |
| 6 czerwca 1999 | CD O’Higgins - CD Universidad Católica 2:5 |
| 6 czerwca 1999 | Puerto Montt - La Serena 3:0               |
| 6 czerwca 1999 | CD Palestino - Concepción 2:1              |
| 6 czerwca 1999 | CD Huachipato - Audax Italiano 1:1         |
| 6 czerwca 1999 | Santiago Morning - CSD Rangers 1:0         |
| 6 czerwca 1999 | Coquimbo Unido - CD Cobresal 2:1           |

### Kolejka 17
| Data            | Mecz                                          |
| --------------- | --------------------------------------------- |
| 12 czerwca 1999 | Club Universidad de Chile - CSD Colo-Colo 3:0 |
| 12 czerwca 1999 | CD O’Higgins - CD Palestino 1:4               |
| 13 czerwca 1999 | CD Universidad Católica - CSD Rangers 3:1     |
| 13 czerwca 1999 | CD Cobresal - Cobreloa 2:2                    |
| 13 czerwca 1999 | Audax Italiano - Santiago Morning 2:2         |
| 13 czerwca 1999 | Concepción - Coquimbo Unido 3:3               |
| 13 czerwca 1999 | Deportes Iquique - Puerto Montt 5:3           |
| 13 czerwca 1999 | La Serena - CD Huachipato 0:3                 |

### Kolejka 18
| Data            | Mecz                                         |
| --------------- | -------------------------------------------- |
| 13 czerwca 1999 | CD Huachipato - Deportes Iquique 1:2         |
| 13 czerwca 1999 | CSD Rangers - Audax Italiano 0:2             |
| 13 czerwca 1999 | Coquimbo Unido - CD O’Higgins 0:0            |
| 13 czerwca 1999 | Santiago Morning - La Serena 3:1             |
| 13 czerwca 1999 | CD Palestino - CD Universidad Católica 1:4   |
| 13 czerwca 1999 | Cobreloa - Concepción 2:0                    |
| 13 czerwca 1999 | CSD Colo-Colo - CD Cobresal 3:0              |
| 13 czerwca 1999 | Puerto Montt - Club Universidad de Chile 1:2 |

### Kolejka 19
| Data          | Mecz                                          |
| ------------- | --------------------------------------------- |
| 24 lipca 1999 | Club Universidad de Chile - CD Huachipato 2:0 |
| 24 lipca 1999 | Concepción - CSD Colo-Colo 0:1                |
| 25 lipca 1999 | La Serena - CSD Rangers 0:0                   |
| 25 lipca 1999 | CD Palestino - Coquimbo Unido 2:2             |
| 25 lipca 1999 | CD O’Higgins - Cobreloa 2:1                   |
| 25 lipca 1999 | CD Cobresal - Puerto Montt 2:1                |
| 25 lipca 1999 | Deportes Iquique - Santiago Morning 1:0       |
| 25 lipca 1999 | CD Universidad Católica - Audax Italiano 1:0  |

### Kolejka 20
| Data            | Mecz                                             |
| --------------- | ------------------------------------------------ |
| 31 lipca 1999   | Coquimbo Unido - CD Universidad Católica 2:3     |
| 31 lipca 1999   | CSD Rangers - Deportes Iquique 2:1               |
| 1 sierpnia 1999 | CSD Colo-Colo - CD O’Higgins 0:0                 |
| 1 sierpnia 1999 | Santiago Morning - Club Universidad de Chile 1:2 |
| 1 sierpnia 1999 | Audax Italiano - La Serena 2:0                   |
| 1 sierpnia 1999 | Cobreloa - CD Palestino 3:2                      |
| 1 sierpnia 1999 | Puerto Montt - Concepción 1:1                    |
| 1 sierpnia 1999 | CD Huachipato - CD Cobresal 1:1                  |

### Kolejka 21
| Data            | Mecz                                        |
| --------------- | ------------------------------------------- |
| 7 sierpnia 1999 | CD Palestino - CSD Colo-Colo 1:1            |
| 7 sierpnia 1999 | Coquimbo Unido - Cobreloa 0:0               |
| 7 sierpnia 1999 | Deportes Iquique - Audax Italiano 1:1       |
| 8 sierpnia 1999 | CD Universidad Católica - La Serena 2:0     |
| 8 sierpnia 1999 | CD O’Higgins - Puerto Montt 2:2             |
| 8 sierpnia 1999 | CD Cobresal - Santiago Morning 0:2          |
| 8 sierpnia 1999 | Concepción - CD Huachipato 1:3              |
| 8 sierpnia 1999 | Club Universidad de Chile - CSD Rangers 1:0 |

### Kolejka 22
| Data             | Mecz                                           |
| ---------------- | ---------------------------------------------- |
| 14 sierpnia 1999 | Cobreloa - CD Universidad Católica 0:2         |
| 14 sierpnia 1999 | CSD Rangers - CD Cobresal 2:0                  |
| 14 sierpnia 1999 | Santiago Morning - Concepcion 2:4              |
| 15 sierpnia 1999 | CSD Colo-Colo - Coquimbo Unido 2:1             |
| 15 sierpnia 1999 | Audax Italiano - Club Universidad de Chile 1:2 |
| 15 sierpnia 1999 | Puerto Montt - CD Palestino 1:3                |
| 15 sierpnia 1999 | CD Huachipato - CD O’Higgins 2:1               |
| 15 sierpnia 1999 | La Serena - Iquique 2:0                        |

### Kolejka 23
| Data             | Mecz                                           |
| ---------------- | ---------------------------------------------- |
| 21 sierpnia 1999 | Cobreloa - CSD Colo-Colo 1:1                   |
| 21 sierpnia 1999 | Club Universidad de Chile - La Serena 3:0      |
| 21 sierpnia 1999 | Concepción - CSD Rangers 2:1                   |
| 22 sierpnia 1999 | CD Universidad Católica - Deportes Iquique 4:1 |
| 22 sierpnia 1999 | CD Cobresal - Audax Italiano 0:0               |
| 22 sierpnia 1999 | CD Palestino - CD Huachipato 0:1               |
| 22 sierpnia 1999 | CD O’Higgins - Santiago Morning 1:0            |
| 22 sierpnia 1999 | Coquimbo Unido - Puerto Montt 4:3              |

### Kolejka 24
| Data             | Mecz                                             |
| ---------------- | ------------------------------------------------ |
| 28 sierpnia 1999 | CD Palestino - Santiago Morning 0:3              |
| 28 sierpnia 1999 | Deportes Iquique - Club Universidad de Chile 1:2 |
| 28 sierpnia 1999 | CSD Rangers - CD O’Higgins 0:2                   |
| 28 sierpnia 1999 | Puerto Montt - Cobreloa 4:1                      |
| 28 sierpnia 1999 | La Serena - CD Cobresal 1:0                      |
| 29 sierpnia 1999 | Audax Italiano - Concepción 2:1                  |
| 29 sierpnia 1999 | CD Huachipato - Coquimbo Unido 4:2               |
| 29 sierpnia 1999 | CSD Colo-Colo - CD Universidad Católica 0:2      |

### Kolejka 25
| Data             | Mecz                                                    |
| ---------------- | ------------------------------------------------------- |
| 29 sierpnia 1999 | CD Palestino - CSD Rangers 3:1                          |
| 29 sierpnia 1999 | Cobreloa - CD Huachipato 3:0                            |
| 29 sierpnia 1999 | CD Cobresal - Deportes Iquique 1:1                      |
| 29 sierpnia 1999 | CD O’Higgins - Audax Italiano 5:3                       |
| 29 sierpnia 1999 | CD Universidad Católica - Club Universidad de Chile 1:1 |
| 29 sierpnia 1999 | CSD Colo-Colo - Puerto Montt 3:2                        |
| 29 sierpnia 1999 | Coquimbo Unido - Santiago Morning 0:0                   |
| 29 sierpnia 1999 | Concepción - La Serena 2:0                              |

### Kolejka 26
| Data             | Mecz                                        |
| ---------------- | ------------------------------------------- |
| 4 września 1999  | CD Huachipato - CSD Colo-Colo 2:0           |
| 4 września 1999  | Puerto Montt - CD Universidad Católica 2:0  |
| 5 września 1999  | Santiago Morning - Cobreloa 0:1             |
| 5 września 1999  | La Serena - CD O’Higgins 0:4                |
| 5 września 1999  | Audax Italiano - CD Palestino 3:1           |
| 5 września 1999  | Club Universidad de Chile - CD Cobresal 2:0 |
| 5 września 1999  | Deportes Iquique - Concepción 2:0           |
| 29 września 1999 | CSD Rangers - Coquimbo Unido 2:1            |

### Kolejka 27
| Data             | Mecz                                       |
| ---------------- | ------------------------------------------ |
| 11 września 1999 | Coquimbo Unido - Audax Italiano 0:1        |
| 11 września 1999 | CD Universidad Católica - CD Cobresal 4:1  |
| 12 września 1999 | Concepción - Club Universidad de Chile 1:1 |
| 12 września 1999 | Cobreloa - CSD Rangers 2:0                 |
| 22 września 1999 | CD Palestino - La Serena 0:0               |
| 28 września 1999 | CD O’Higgins - Deportes Iquique 3:2        |
| 29 września 1999 | CSD Colo-Colo - Santiago Morning 3:3       |
| 29 września 1999 | Puerto Montt - CD Huachipato 2:0           |

### Kolejka 28
| Data             | Mecz                                         |
| ---------------- | -------------------------------------------- |
| 17 września 1999 | Deportes Iquique - CD Palestino 1:2          |
| 18 września 1999 | La Serena - Coquimbo Unido 2:2               |
| 18 września 1999 | Audax Italiano - Cobreloa 1:0                |
| 18 września 1999 | CD Huachipato - CD Universidad Católica 2:4  |
| 19 września 1999 | CD Cobresal - Concepción 1:0                 |
| 19 września 1999 | Santiago Morning - Puerto Montt 2:2          |
| 19 września 1999 | CSD Rangers - CSD Colo-Colo 1:1              |
| 20 września 1999 | Club Universidad de Chile - CD O’Higgins 5:4 |

### Kolejka 29
| Data             | Mecz                                         |
| ---------------- | -------------------------------------------- |
| 25 września 1999 | CSD Colo-Colo - Audax Italiano 3:1           |
| 25 września 1999 | CD O’Higgins - CD Cobresal 1:0               |
| 25 września 1999 | Coquimbo Unido - Deportes Iquique 1:0        |
| 25 września 1999 | Puerto Montt - CSD Rangers 2:1               |
| 25 września 1999 | CD Huachipato - Santiago Morning 3:3         |
| 26 września 1999 | CD Universidad Católica - Concepción 1:1     |
| 26 września 1999 | CD Palestino - Club Universidad de Chile 0:5 |
| 26 września 1999 | Cobreloa - La Serena 3:0                     |

### Kolejka 30
| Data                | Mecz                                           |
| ------------------- | ---------------------------------------------- |
| 2 października 1999 | La Serena - CSD Colo-Colo 1:1                  |
| 2 października 1999 | Concepción - CD O’Higgins 0:1                  |
| 2 października 1999 | Audax Italiano - Puerto Montt 6:1              |
| 2 października 1999 | CD Cobresal - CD Palestino 0:0                 |
| 3 października 1999 | Club Universidad de Chile - Coquimbo Unido 2:1 |
| 3 października 1999 | Santiago Morning - CD Universidad Católica 0:1 |
| 3 października 1999 | CSD Rangers - CD Huachipato 1:0                |
| 3 października 1999 | Deportes Iquique - Cobreloa 1:4                |

### Tabela końcowa fazy ligowej
| Poz | Klub                      | Mecze | Zw | Rem | Por | Pkt | BrZd | BrStr |
| --- | ------------------------- | ----- | -- | --- | --- | --- | ---- | ----- |
| 1   | Club Universidad de Chile | 30    | 23 | 6   | 1   | 75  | 66   | 27    |
| 2   | CD Universidad Católica   | 30    | 19 | 7   | 4   | 64  | 67   | 31    |
| 3   | Cobreloa                  | 30    | 16 | 8   | 6   | 56  | 62   | 29    |
| 4   | CSD Colo-Colo             | 30    | 13 | 10  | 7   | 49  | 45   | 37    |
| 5   | Audax Italiano            | 30    | 11 | 8   | 11  | 41  | 42   | 37    |
| 6   | CD Huachipato             | 30    | 11 | 8   | 11  | 41  | 46   | 47    |
| 7   | CD Palestino              | 30    | 11 | 6   | 13  | 39  | 48   | 53    |
| 8   | Santiago Morning          | 30    | 10 | 8   | 12  | 38  | 41   | 41    |
| 9   | Puerto Montt              | 30    | 10 | 8   | 12  | 38  | 52   | 55    |
| 10  | CD O’Higgins              | 30    | 11 | 5   | 14  | 38  | 47   | 59    |
| 11  | Concepción                | 30    | 9  | 8   | 13  | 35  | 38   | 41    |
| 12  | CD Cobresal               | 30    | 9  | 8   | 13  | 35  | 39   | 45    |
| 13  | Deportes Iquique          | 30    | 8  | 8   | 14  | 32  | 37   | 47    |
| 14  | Coquimbo Unido            | 30    | 6  | 10  | 14  | 28  | 44   | 70    |
| 15  | CSD Rangers               | 30    | 6  | 6   | 18  | 24  | 26   | 52    |
| 16  | La Serena                 | 30    | 4  | 12  | 14  | 24  | 30   | 59    |

### Klasyfikacja strzelców fazy ligowej 1999
| Gole | Piłkarz                          | Klub                      |
| ---- | -------------------------------- | ------------------------- |
| 23   | Domingo Sorinao Arevalo          | Deportes Puerto Montt     |
| 21   | Mario Antonio Núñez Villarroel   | CD O’Higgins              |
| 19   | Raúl Ricardo Duarte Barrios      | CD Huachipato             |
| 19   | Pedro Alejandro González Vera    | Club Universidad de Chile |
| 16   | Jaime Camilo González Vidal      | CD O’Higgins              |
| 15   | José Luis Diaz                   | Audax Italiano            |
| 14   | Sebastián Rozental Igualt        | CD Universidad Católica   |
| 13   | Pablo Leonardo Caballero Cáceres | CD Huachipato             |
| 13   | Miguel Angel Castillo Sanhueza   | CD Palestino              |
| 13   | Pascual de Gregorio Contreras    | Coquimbo Unido            |

### Grupa mistrzowska

#### Kolejka 1
| Data                 | Mecz                                                    |
| -------------------- | ------------------------------------------------------- |
| 9 października 1999  | CD Huachipato - Santiago Morning 0:2                    |
| 10 października 1999 | Audax Italiano - Cobreloa 1:2                           |
| 10 października 1999 | CSD Colo-Colo - CD Palestino 1:3                        |
| 10 października 1999 | CD Universidad Católica - Club Universidad de Chile 1:1 |

#### Kolejka 2
| Data                 | Mecz                                           |
| -------------------- | ---------------------------------------------- |
| 13 października 1999 | Club Universidad de Chile - Audax Italiano 4:2 |
| 13 października 1999 | Cobreloa - CD Huachipato 3:0                   |
| 14 października 1999 | CD Universidad Católica - CSD Colo-Colo 1:0    |
| 14 października 1999 | Santiago Morning - CD Palestino 1:2            |

#### Kolejka 3
| Data                 | Mecz                                          |
| -------------------- | --------------------------------------------- |
| 16 października 1999 | CSD Colo-Colo - Santiago Morning 3:3          |
| 16 października 1999 | CD Huachipato - Club Universidad de Chile 1:2 |
| 17 października 1999 | Audax Italiano - CD Universidad Católica 2:2  |
| 17 października 1999 | CD Palestino - Cobreloa 1:0                   |

#### Kolejka 4
| Data                 | Mecz                                         |
| -------------------- | -------------------------------------------- |
| 23 października 1999 | CD Universidad Católica - CD Huachipato 6:1  |
| 23 października 1999 | Cobreloa - Santiago Morning 1:3              |
| 24 października 1999 | Audax Italiano - CSD Colo-Colo 0:1           |
| 24 października 1999 | Club Universidad de Chile - CD Palestino 3:1 |

#### Kolejka 5
| Data                 | Mecz                                             |
| -------------------- | ------------------------------------------------ |
| 30 października 1999 | CD Huachipato - Audax Italiano 0:0               |
| 30 października 1999 | Santiago Morning - Club Universidad de Chile 0:0 |
| 31 października 1999 | CD Palestino - CD Universidad Católica 2:2       |
| 31 października 1999 | CSD Colo-Colo - Cobreloa 3:1                     |

#### Kolejka 6
| Data             | Mecz                                           |
| ---------------- | ---------------------------------------------- |
| 2 listopada 1999 | CD Universidad Católica - Santiago Morning 1:1 |
| 3 listopada 1999 | Audax Italiano - CD Palestino 1:1              |
| 3 listopada 1999 | Club Universidad de Chile - Cobreloa 1:3       |
| 3 listopada 1999 | CD Huachipato - CSD Colo-Colo 3:0              |

#### Kolejka 7
| Data             | Mecz                                          |
| ---------------- | --------------------------------------------- |
| 6 listopada 1999 | CSD Colo-Colo - Club Universidad de Chile 0:1 |
| 6 listopada 1999 | Cobreloa - CD Universidad Católica 2:1        |
| 7 listopada 1999 | CD Palestino - CD Huachipato 3:2              |
| 7 listopada 1999 | Santiago Morning - Audax Italiano 2:2         |

#### Kolejka 8
| Data              | Mecz                                                    |
| ----------------- | ------------------------------------------------------- |
| 13 listopada 1999 | Santiago Morning - CD Huachipato 2:2                    |
| 13 listopada 1999 | Cobreloa - Audax Italiano 1:0                           |
| 14 listopada 1999 | CD Palestino - CSD Colo-Colo 1:1                        |
| 14 listopada 1999 | Club Universidad de Chile - CD Universidad Católica 3:2 |

#### Kolejka 9
| Data              | Mecz                                           |
| ----------------- | ---------------------------------------------- |
| 17 listopada 1999 | Audax Italiano - Club Universidad de Chile 0:2 |
| 17 listopada 1999 | CSD Colo-Colo - CD Universidad Católica 0:1    |
| 18 listopada 1999 | CD Huachipato - Cobreloa 1:1                   |
| 18 listopada 1999 | CD Palestino - Santiago Morning 2:4            |

#### Kolejka 10
| Data              | Mecz                                          |
| ----------------- | --------------------------------------------- |
| 20 listopada 1999 | Santiago Morning - CSD Colo-Colo 0:2          |
| 21 listopada 1999 | Cobreloa - CD Palestino 7:2                   |
| 21 listopada 1999 | CD Universidad Católica - Audax Italiano 3:1  |
| 22 listopada 1999 | Club Universidad de Chile - CD Huachipato 3:1 |

#### Kolejka 11
| Data              | Mecz                                         |
| ----------------- | -------------------------------------------- |
| 27 listopada 1999 | Santiago Morning - Cobreloa 3:5              |
| 27 listopada 1999 | CD Huachipato - CD Universidad Católica 0:4  |
| 28 listopada 1999 | CSD Colo-Colo - Audax Italiano 2:1           |
| 28 listopada 1999 | CD Palestino - Club Universidad de Chile 1:3 |

#### Kolejka 12
| Data           | Mecz                                             |
| -------------- | ------------------------------------------------ |
| 4 grudnia 1999 | Club Universidad de Chile - Santiago Morning 0:0 |
| 4 grudnia 1999 | Cobreloa - CSD Colo-Colo 4:0                     |
| 5 grudnia 1999 | Audax Italiano - CD Huachipato 3:1               |
| 5 grudnia 1999 | CD Universidad Católica - CD Palestino 5:3       |

#### Kolejka 13
| Data           | Mecz                                           |
| -------------- | ---------------------------------------------- |
| 8 grudnia 1999 | Santiago Morning - CD Universidad Católica 2:3 |
| 9 grudnia 1999 | CD Palestino - Audax Italiano 1:2              |
| 9 grudnia 1999 | CSD Colo-Colo - CD Huachipato 1:1              |
| 9 grudnia 1999 | Cobreloa - Club Universidad de Chile 1:1       |

#### Kolejka 14
| Data            | Mecz                                          |
| --------------- | --------------------------------------------- |
| 14 grudnia 1999 | Audax Italiano - Santiago Morning 2:1         |
| 15 grudnia 1999 | Club Universidad de Chile - CSD Colo-Colo 0:3 |
| 15 grudnia 1999 | CD Universidad Católica - Cobreloa 3:1        |
| 16 grudnia 1999 | CD Huachipato - CD Palestino 3:2              |

#### Tabela końcowa grupy mistrzowskiej
W tabeli uwzględniono dorobek klubów z pierwszej fazy mistrzostw (zaokrąglona 1/4 cześć zdobytych punktów oraz bramki).
| Poz | Klub                      | Mecze | Zw | Rem | Por | Pkt | BrZd | BrStr |
| --- | ------------------------- | ----- | -- | --- | --- | --- | ---- | ----- |
| 1   | Club Universidad de Chile | 14    | 8  | 4   | 2   | 47  | 90   | 43    |
| 2   | CD Universidad Católica   | 14    | 8  | 4   | 2   | 44  | 102  | 50    |
| 3   | Cobreloa                  | 14    | 8  | 2   | 4   | 40  | 94   | 49    |
| 4   | CSD Colo-Colo             | 14    | 5  | 3   | 6   | 30  | 62   | 57    |
| 5   | Santiago Morning          | 14    | 3  | 6   | 5   | 25  | 65   | 66    |
| 6   | CD Palestino              | 14    | 4  | 3   | 7   | 25  | 73   | 88    |
| 7   | Audax Italiano            | 14    | 3  | 4   | 7   | 23  | 59   | 60    |
| 8   | CD Huachipato             | 14    | 2  | 4   | 8   | 20  | 62   | 79    |

Trzy najlepsze kluby zakwalifikowały się do turnieju Copa Libertadores 2000.

#### Klasyfikacja strzelców klubów fazy mistrzowskiej 1999
| Gole | Piłkarz        | Klub                      |
| ---- | -------------- | ------------------------- |
| 29   | Pedro González | Club Universidad de Chile |
| 23   | José Luis Díaz | Audax Italiano            |

### Grupa spadkowa

#### Kolejka 1
| Data                | Mecz                               |
| ------------------- | ---------------------------------- |
| 9 października 1999 | CD Cobresal - Deportes Iquique 2:3 |
| 9 października 1999 | La Serena - Concepción 0:1         |
| 9 października 1999 | CD O’Higgins - Coquimbo Unido 1:3  |
| 9 października 1999 | Puerto Montt - CSD Rangers 3:3     |

#### Kolejka 2
| Data                 | Mecz                                  |
| -------------------- | ------------------------------------- |
| 12 października 1999 | CSD Rangers - La Serena 4:0           |
| 12 października 1999 | Coquimbo Unido - Deportes Iquique 2:2 |
| 12 października 1999 | Puerto Montt - CD Cobresal 1:1        |
| 11 listopada 1999    | Concepción - CD O’Higgins 1:1         |

#### Kolejka 3
| Data                 | Mecz                              |
| -------------------- | --------------------------------- |
| 15 października 1999 | Deportes Iquique - Concepción 1:1 |
| 16 października 1999 | CD O’Higgins - CSD Rangers 2:1    |
| 17 października 1999 | CD Cobresal - Coquimbo Unido 3:1  |
| 17 października 1999 | La Serena - Puerto Montt 1:2      |

#### Kolejka 4
| Data                 | Mecz                               |
| -------------------- | ---------------------------------- |
| 23 października 1999 | Puerto Montt - CD O’Higgins 1:1    |
| 23 października 1999 | CSD Rangers - Deportes Iquique 3:0 |
| 24 października 1999 | La Serena - CD Cobresal 2:3        |
| 25 października 1999 | Concepción - Coquimbo Unido 2:2    |

#### Kolejka 5
| Data                 | Mecz                                |
| -------------------- | ----------------------------------- |
| 29 października 1999 | Deportes Iquique - Puerto Montt 4:0 |
| 30 października 1999 | CD O’Higgins - La Serena 3:1        |
| 30 października 1999 | CD Cobresal - Concepción 4:2        |
| 30 października 1999 | Coquimbo Unido - CSD Rangers 3:1    |

#### Kolejka 6
| Data             | Mecz                              |
| ---------------- | --------------------------------- |
| 3 listopada 1999 | La Serena - Deportes Iquique 5:3  |
| 3 listopada 1999 | Puerto Montt - Coquimbo Unido 0:1 |
| 3 listopada 1999 | CSD Rangers - Concepción 1:2      |
| 3 listopada 1999 | CD O’Higgins - CD Cobresal 2:1    |

#### Kolejka 7
| Data             | Mecz                                |
| ---------------- | ----------------------------------- |
| 5 listopada 1999 | Concepción - Puerto Montt 0:1       |
| 7 listopada 1999 | CD Cobresal - CSD Rangers 0:1       |
| 7 listopada 1999 | Deportes Iquique - CD O’Higgins 3:1 |
| 7 listopada 1999 | Coquimbo Unido - La Serena 2:1      |

#### Kolejka 8
| Data              | Mecz                               |
| ----------------- | ---------------------------------- |
| 13 listopada 1999 | CSD Rangers - Puerto Montt 5:1     |
| 13 listopada 1999 | Coquimbo Unido - CD O’Higgins 4:0  |
| 13 listopada 1999 | Concepción - La Serena 1:0         |
| 14 listopada 1999 | Deportes Iquique - CD Cobresal 0:0 |

#### Kolejka 9
| Data              | Mecz                                  |
| ----------------- | ------------------------------------- |
| 17 listopada 1999 | CD Cobresal - Puerto Montt 2:2        |
| 17 listopada 1999 | La Serena - CSD Rangers 4:1           |
| 17 listopada 1999 | Deportes Iquique - Coquimbo Unido 1:1 |
| 1 grudnia 1999    | CD O’Higgins - Concepción 0:1         |

#### Kolejka 10
| Data              | Mecz                              |
| ----------------- | --------------------------------- |
| 20 listopada 1999 | Concepción - Deportes Iquique 1:0 |
| 21 listopada 1999 | Puerto Montt - La Serena 1:3      |
| 21 listopada 1999 | CSD Rangers - CD O’Higgins 2:2    |
| 21 listopada 1999 | Coquimbo Unido - CD Cobresal 6:0  |

#### Kolejka 11
| Data              | Mecz                               |
| ----------------- | ---------------------------------- |
| 26 listopada 1999 | Deportes Iquique - CSD Rangers 3:2 |
| 27 listopada 1999 | CD O’Higgins - Puerto Montt 3:2    |
| 27 listopada 1999 | Coquimbo Unido - Concepción 3:3    |
| 28 listopada 1999 | CD Cobresal - La Serena 5:3        |

#### Kolejka 12
| Data           | Mecz                                |
| -------------- | ----------------------------------- |
| 4 grudnia 1999 | La Serena - CD O’Higgins 4:6        |
| 4 grudnia 1999 | CSD Rangers - Coquimbo Unido 0:2    |
| 4 grudnia 1999 | Puerto Montt - Deportes Iquique 2:1 |
| 5 grudnia 1999 | Concepción - CD Cobresal 3:1        |

#### Kolejka 13
| Data           | Mecz                              |
| -------------- | --------------------------------- |
| 8 grudnia 1999 | Concepción - CSD Rangers 2:1      |
| 8 grudnia 1999 | Deportes Iquique - La Serena 5:0  |
| 8 grudnia 1999 | Coquimbo Unido - Puerto Montt 2:0 |
| 9 grudnia 1999 | CD Cobresal - CD O’Higgins 1:3    |

#### Kolejka 14
| Data            | Mecz                                |
| --------------- | ----------------------------------- |
| 15 grudnia 1999 | CSD Rangers - CD Cobresal 1:2       |
| 15 grudnia 1999 | CD O’Higgins - Deportes Iquique 5:2 |
| 15 grudnia 1999 | La Serena - Coquimbo Unido 0:1      |
| 15 grudnia 1999 | Puerto Montt - Concepción 3:2       |

#### Tabela końcowa grupy spadkowej
W tabeli uwzględniono dorobek z pierwszej fazy mistrzostw.
| Poz | Klub             | Mecze | Zw | Rem | Por | Pkt | BrZd | BrStr |
| --- | ---------------- | ----- | -- | --- | --- | --- | ---- | ----- |
| 9   | CD O’Higgins     | 44    | 18 | 8   | 18  | 62  | 77   | 86    |
| 10  | Concepción       | 44    | 16 | 12  | 16  | 60  | 60   | 59    |
| 11  | Coquimbo Unido   | 44    | 15 | 14  | 15  | 59  | 77   | 84    |
| 12  | Puerto Montt     | 44    | 14 | 12  | 18  | 54  | 71   | 84    |
| 13  | CD Cobresal      | 44    | 14 | 11  | 19  | 53  | 64   | 75    |
| 14  | Deportes Iquique | 44    | 13 | 12  | 19  | 51  | 65   | 72    |
| 15  | CSD Rangers      | 44    | 10 | 8   | 26  | 38  | 52   | 78    |
| 16  | La Serena        | 44    | 7  | 12  | 25  | 33  | 53   | 97    |

#### Klasyfikacja strzelców klubów fazy spadkowej 1999
| Gole | Piłkarz         | Klub                  |
| ---- | --------------- | --------------------- |
| 34   | Mario Núñez     | CD O’Higgins          |
| 25   | Domingo Arévalo | Deportes Puerto Montt |
| 23   | Jaime González  | CD O’Higgins          |

## Baraże o utrzymanie się w I lidze
| Provincial Osorno - CD Cobresal 4:3 i 3:2 - 19.12 1999 - 22.12 1999         |
| Everton Viña del Mar - Deportes Iquique 1:0 i 1:0 - 19.12 1999 - 22.12 1999 |

CD Cobresal i Deportes Iquique spadły z I ligi, a na ich miejsce awansowały Provincial Osorno i Everton Viña del Mar.